# Anna Piaggi
Maria Piaggi, detta Anna (Milano, 22 marzo 1931 – Milano, 7 agosto 2012) è stata una giornalista, scrittrice, traduttrice e socialite italiana.
Famosa per i suoi articoli apparsi sulla rivista di moda Vogue, nella rubrica da lei curata "D.P. Doppie Pagine di Anna Piaggi", divenne celebre anche per aver utilizzato il concetto di vintage prima che venisse coniato il termine.
Lo stile di Anna Piaggi oltre l'eccentrico e la sua creatività esplosiva hanno indiscutibilmente finito per influenzare la moda stessa e ispirato molte generazioni di stilisti.

## Biografia

### Carriera
Cugina di Natalia Aspesi, prima di diventare giornalista fu traduttrice per Arnoldo Mondadori Editore. Lavorò per giornali e riviste, come l'Espresso e Panorama, e contribuì a creare periodici quali Arianna o Vanity (a cui collaboreranno diversi artisti emergenti come Edland Man). Ispirò lo stilista Karl Lagerfeld che le avrebbe poi dedicato il volume Anna-cronique del 1986: la stessa Piaggi collaborò alla stesura del libro. Come scrittrice, Anna Piaggi venne paragonata a Ruth Rendell per i suoi intrecci. Anticipando e inventando il ruolo editoriale del direttore creativo, ma anche i concetti stessi di made in Italy o di vintage, la Piaggi incarnò la vocazione italiana ed europea all'accumulo intelligente di esperienze, influenze e mode, elaborandole in un prodotto ad alto contenuto creativo capace di inventare la tendenza e di trascinare designer e creativi di tutto il mondo.

### Doppie Pagine
La sua Doppie Pagine, celebre rubrica ideata nel 1988 per Vogue Italia, faceva trasparire una vena sovversiva, ambigua ma rigorosa del suo stile, instillando nuovi interrogativi dietro le quinte delle passerelle: nessuno come la Piaggi seppe mai intercettare e decodificare così accuratamente il messaggio degli stilisti. Il suo bisogno di avvicinarsi al vintage, per esempio, tramite l'analisi degli abiti nella loro storia, costituiva una tappa di un percorso necessario e indispensabile per poterli comprendere nella loro interezza, quasi un'operazione filologica, come fossero testi non scritti.

## Vita privata
Si sposò con il fotografo Alfa Castaldi a New York nel 1962, rimanendo poi vedova nel 1995. Si è spenta nella sua casa milanese in Via del Cappuccio il 7 agosto 2012  all’età di 81 anni.

## Il documentarioAnna Piaggi - Una visionaria nella moda
Nel 2016, a quattro anni dalla sua scomparsa, è stato pubblicato un documentario, Anna Piaggi - Una visionaria nella moda, curato da Alina Marazzi: attraverso i racconti di stilisti che la conobbero di persona come Rosita Missoni, Manolo Blahnik, Jean Charles de Castelbajac etc. Il documentario ricostruisce, tramite una serie di filmati e interviste, il mondo della 'musa' dei più grandi maestri della Couture. La regista intreccia nel suo documentario la storia del costume, le avanguardie artistiche, il teatro e la musica, per fare il ritratto completo della donna che seppe dare alla moda il senso più alto e profondo. Il documentario è stato presentato al Biografilm di Bologna ed è poi apparso in scaletta al Fashion Film Festival di Milano.

## Opere
- Doppie pagine di Anna Piaggi in Vogue, 1998.
- Fashion Algebra, 1999